# Syllepte segnalis
Syllepte segnalis is een vlinder uit de familie van de grasmotten (Crambidae). De wetenschappelijke naam van deze soort is voor het eerst voorgesteld als Coptobasis segnalis door John Henry Leech in een publicatie uit 1889.
De soort komt voor in China (Zhejiang), Noord-Korea en Japan (Kyushu, Honshu).